# Génération Goldman
Albums de divers artistes
Génération Goldman volume 2
(2013)
Singles
1. Envole-moi
Sortie : 22 octobre 2012
2. Famille
Sortie : 21 décembre 2012
3. Je te donne
Sortie : 21 décembre 2012
4. Au bout de mes rêves
Sortie : 21 décembre 2012
5. Là-bas
Sortie : 21 décembre 2012

Génération Goldman est un album de musique français d'hommage à Jean-Jacques Goldman, contenant quatorze chansons de l'artiste, interprétées par des chanteurs et des chanteuses populaires. Il est sorti le 19 novembre 2012 par les labels My Major Company France et M6 Music et est suivi l'année suivante de Génération Goldman volume 2.
Le premier single de l'album est Envole-moi, interprété par M. Pokora et Tal. Le 21 décembre 2012, Génération Goldman poursuit sa promotion avec quatre nouveaux singles  : Famille, une chanson collégiale, puis Je te donne interprété par Leslie et Ivyrise, puis Au bout de mes rêves interprété par Emmanuel Moire et Amandine Bourgeois, puis Là-bas interprété par Marie-Mai et Baptiste Giabiconi.

## Liste des pistes
Toutes les chansons sont écrites et composées par Jean-Jacques Goldman.
| No  | Titre                          | Interprètes                                            | Durée |
| --- | ------------------------------ | ------------------------------------------------------ | ----- |
| 1.  | Envole-moi                     | M. Pokora et Tal                                       | 3:07  |
| 2.  | Je te donne                    | Leslie et Ivyrise                                      | 3:19  |
| 3.  | Famille                        | Collégiale                                             | 4:56  |
| 4.  | Veiller tard                   | Shy'm                                                  | 3:33  |
| 5.  | Quand tu danses                | Corneille                                              | 3:47  |
| 6.  | Là-bas                         | Marie-Mai et Baptiste Giabiconi                        | 4:24  |
| 7.  | Au bout de mes rêves           | Emmanuel Moire et Amandine Bourgeois                   | 3:17  |
| 8.  | Je marche seul                 | Christophe Willem                                      | 2:46  |
| 9.  | Il suffira d'un signe          | Merwan Rim, Amaury Vassili, Baptiste Giabiconi et Dumè | 3:18  |
| 10. | On ira                         | Florent Mothe et Judith                                | 4:11  |
| 11. | Comme toi                      | Amel Bent                                              | 4:01  |
| 12. | Pas l'indifférence             | Zaz                                                    | 4:05  |
| 13. | Il y a                         | Christophe Willem et Zaho                              | 3:39  |
| 14. | Let's Talk About Love (medley) | Irma et Zaz                                            | 4:10  |

Vidéoclips (DVD)
1. Envole-moi (M. Pokora & Tal : Clip officiel) - 3:10
2. Famille (Collégiale : Clip officiel) - 4:03
3. Je te donne (Leslie & Ivyrise : Clip officiel) - 3:06

## Classement hebdomadaire
| Classement (2012)            | Meilleure position |
| ---------------------------- | ------------------ |
| Belgique (Wallonie Ultratop) | 2                  |
| France (SNEP)                | 1                  |

## Ventes
Un mois après sa sortie, l'album est certifié disque de diamant pour 500 000 mises en rayons. En 2012, il s'en est vendu 486 000 exemplaires (février 2013). En mai 2013, six mois après sa sortie, l'album s'est vendu à plus de 700 000 exemplaires en France.
Le single Envole-moi s'écoule à 7 000 exemplaires (juin 2013). En mars 2014, les deux opus Génération Goldman cumulent plus d'un million de ventes.